# Kurt Wafner
Kurt Wafner, de son vrai nom Wawrzyniak (né le 25 novembre 1918 à Berlin, mort le 10 mai 2007 à Berlin) est un auteur et éditeur anarchiste et antimilitariste allemand.

## Biographie
À 13 ans, il fait connaissance avec la littérature anarchiste et adhère l'année suivante à l'Union libre des travailleurs d'Allemagne (Freie Arbeiter-Union Deutschlands, FAUD). Il participe à l'Anarchistische Vereinigung Weißensee à Berlin, une organisation qui parle de politique au quotidien et de la théorie anarchiste à travers des réunions littéraires, visites de musées et de théâtre. Il rencontre ainsi Erich Mühsam, Ernst Friedrich et Theodor Plievier. Dans les années 1930, il participe à la grève étudiante contre l'expulsion du proviseur, social-démocrate et d'origine juive. Wafner est à son tour expulsé.
Après la prise du pouvoir des nazis, les anarchistes parviennent publiquement à se réunir dans un centre de jeunesse puis dans des maisons privées. Pour continuer dans des endroits naturels, ils deviennent membres du Verband der märkischen Wanderer (Association des randonneurs du Brandebourg). Cette association accueille des membres d'autres groupes à gauche et antifascistes. En 1938, le service militaire enrôle beaucoup de jeunes gens. Wafner fait son service volontaire au travail alors qu'il vient d'obtenir l'examen d'entrée à une école d'ingénieurs. Malgré sa mauvaise vue, il est déclaré apte au combat et intègre une unité d'artillerie à Francfort-sur-l'Oder. Après un nouvel examen, il est démobilisé et après un autre, renvoyé chez lui.
Kurt Wafner témoigne ensuite de la fin de la guerre à Berlin et s'insurge de l'arrivée d'anciens nazis dans le nouveau pouvoir.

## Œuvre
- Ausgeschert aus Reih’ und Glied. Mein Leben als Bücherfreund und Anarchist. Verlag Edition AV, Frankfurt/M. 2001.  (ISBN 3-9806407-8-7)
- Ich bin Klabund - macht Gebrauch davon. Leben und Werk des Dichters Alfred Henschke. Verlag Edition AV, Frankfurt/M. 2003.  (ISBN 978-3-936049-19-0)

## Source, notes et références
- (de) Cet article est partiellement ou en totalité issu de l’article de Wikipédia en allemand intitulé « Kurt Wafner » (voir la liste des auteurs).